# Вагих ел Кашеф
Ахмед Вагих ел Кашеф (5. фебруар 1909 — 1973) био је египатски фудбалски нападач који је играо за Египат на Светском првенству у фудбалу 1934. Такође је играо за Ал Ахли и Замалек, а представљао је Египат на Летњим олимпијским играма 1936.